# Casiano Chavarría
Pour les articles homonymes, voir Chavarria.
Casiano José Chavarría (né le 3 août 1901 à La Paz et mort à une date inconnue) est un footballeur international bolivien, qui jouait en défense.

## Biographie
Il évolue durant sa carrière dans l'équipe bolivienne du CD Calavera La Paz, un des nombreux clubs de la capitale.
Chavarría prend part à huit des neuf premiers matchs internationaux de l'histoire de son pays, en participant à la Copa América 1926 au Chili, à la Copa América 1927 au Pérou, mais surtout à la coupe du monde 1930 en Uruguay avec la Bolivie, sélectionné par l'entraîneur bolivien Ulises Saucedo.
Le pays ne passe pas le premier tour lors de la compétition, et perd deux fois 4-0 contre la Yougoslavie et le Brésil.